# Acromantis philippina
Acromantis philippina är en bönsyrseart som beskrevs av Max Beier 1966. Acromantis philippina ingår i släktet Acromantis och familjen Hymenopodidae. Inga underarter finns listade i Catalogue of Life.